# Marle (Aisne)
Marle település Franciaországban, Aisne megyében. Lakosainak száma 2224 fő (2022. január 1.). Marle Autremencourt, Berlancourt, Châtillon-lès-Sons, Marcy-sous-Marle, Montigny-sous-Marle, La Neuville-Housset, Thiernu és Voyenne községekkel határos.

## Népesség
A település népességének változása:
| Lakosok száma | 2848 | 2727 | 2669 | 2432 | 2331 | 2281 | 2268 | 2235 | 2219 | 2224 |
|               | 1968 | 1982 | 1990 | 2006 | 2013 | 2015 | 2017 | 2019 | 2020 | 2022 |